# Movimento Europeo Germania
Il Movimento Europeo Germania (in tedesco Europäische Bewegung Deutschland), fino al 1992 sotto il nome di Consiglio Tedesco del Movimento Europeo, è un'associazione apartitica che riunisce gruppi d'interesse nel campo della politica europea in Germania e autorità amministrative indipendenti sovvenzionate dal Ministero degli Affari Esteri. Il movimento coopera in modo stretto con attori europei a livello nazionale ed europeo, in particolare con il Governo Federale, la Commissione europea e il Parlamento europeo. Le 241 organizzazioni aderenti rappresentano diverse categorie sociali: accanto a numerose associazioni, in particolar modo organizzazioni professionali, fondazioni e partiti politici, vi sono anche singole istituzioni e società di capitali. Il Movimento Europeo Germania si pone come fine quello di migliorare in modo duraturo la comunicazione, le prospettive e la coordinazione europea in Germania, così come promuovere i propri interessi a livello europeo. L'associazione è membro del Movimento Europeo Internazionale (in inglese European Movement International).

## Funzioni, Progetti, Politica
Il Movimento Europeo Germania è un'associazione riconosciuta e registrata senza scopo di lucro, finanziata istituzionalmente dal bilancio federale del Ministero degli Affari Esteri. Per questo motivo l'associazione non risulta un'organizzazione non governativa in senso stretto, ma un'autorità amministrativa indipendente (quasi-autonomous non-governmental organisation – QuANGO). Similmente al Goethe-Institut, con il quale condivide la struttura giuridica e istituzionale, il Movimento Europeo Germania ha stipulato un accordo quadro con il Ministero degli Affari Esteri. Tuttavia, a livello contenutistico e organizzativo, il movimento lavora in modo stretto con il Dipartimento Europeo del Ministero degli Esteri, con il quale ha concepito il concetto "Comunicazione Europea e Prospettive Europee". A questo proposito il Movimento Europeo Germania offre alle sue organizzazioni affiliate sessioni informative in merito a temi europei. Questi riguardano per esempio colloqui in merito alle procedure di consultazione della Commissione Europea o incontri informativi sulle decisioni del Consiglio europeo.
Il Movimento Europeo Germania si occupa oltretutto della selezione degli studenti per il Collegio d'Europa (College D'Europe) a Bruges e Varsavia. Inoltre il movimento organizza il Concorso Europeo, al quale partecipano circa 70.000 studenti e studentesse. Poiché l'organizzazione riunisce una grande varietà di attori eterogenei, facenti parte di oltre 200 organizzazioni, il Movimento Europeo Germania non è sempre in grado di posizionarsi in modo chiaro rispetto a diversi temi. Ne risulta che deliberazioni nel senso classico delle organizzazioni non governative sono pressoché assenti. Tra i temi maggiormente discussi spiccano il posizionamento rispetto al quadro regolamentare della politica tedesca e alle politiche pubbliche europee e le domande generali attinenti lo sviluppo dell'Unione. Nelle vesti della più grande rete di politica europea in Germania il movimento ambisce a rafforzare l'integrazione europea a tutti i livelli politici. Per questo motivo il movimento ripone una grande importanza nei diversi ideali politici dei propri soci. Il movimento si appoggia inoltre sul consenso europeo in campo politico, sociale ed economico, sulla base del diritto europeo. L'assemblea dei membri del movimento ha deciso nel 2015 le proprie richieste politiche per l'anno 2015/2016. Particolare accento nell'agenda del movimento è stato posto sull'ambito politico dedicato alla “Democrazia fondata sulla trasparenza, riforme sostenibili, procedure partecipative”. A questo fanno riferimento sette richieste politiche:
- Prima della convenzione: niente accade senza la società civile;
- Crescita e occupazione non possono fare a meno di una forte concorrenza;
- Negoziati su TTIP: successo positivo attraverso un ampio consenso nella società civile;
- Democrazia rappresentativa: trasparenza attraverso una procedura legislativa ordinaria e una migliore legislazione;
- Democrazia partecipativa: rinvigorire a tutti i livelli le potenzialità della società civile;
- Democrazia credibile/attendibile: accento deve essere posto sui giovani;
- Suffragio e procedure elettorali allargate per i cittadini europei.

Il settore “Comunicare l'Europa: Partenariato nazionale e internazionale” costituisce il secondo grande tema dell'agenda politica del movimento e si concretizza nelle seguenti richieste politiche:
- Comunicare l'Europa in Germania: realizzare insieme un'agenda ed evitare frizioni;
- Costituire l'Europa con l'aiuto della società civile;
- Politica interna europea: Dialogo sociale transfrontaliero attraverso una rete di politica estera europea;
- “European Public Diplomacy” o “Diplomazia Pubblica Europea”: Dialogo sociale transfrontaliero attraverso una rete di politica estera europea;
- Utilizzare le lingue di lavoro della Commissione Europea per dare visibilità esterna alle proprie politiche;
- Più spazio per l'Europa nel programma di radiodiffusione pubblica.

Il terzo settore politico titola "Difendere i valori europei all'esterno e rinforzarli all‘interno" e si articola nelle seguenti richieste politiche:
- Approfondire la PESC come presupposto per una credibile prevenzione e gestione delle crisi;
- Rispettare i valori europei;
- Libera circolazione dei cittadini come presupposto per una società aperta;
- Agire in concerto: realizzare una politica europea comune in materia di asilo, migrazione e rifugiati;
- Rimanere pionieri: Parità dei sessi a livello europeo.

## Cooperazione con altre organizzazioni
Il movimento, diversamente dall'Unione dei Federalisti Europei Germania (in tedesco Europa-Union Deutschland) e dall'Unione Paneuropea (in tedesco Paneuropa-Union), non offre l'adesione a singoli membri. La motivazione risiede principalmente nel fatto che questo dovrebbe migliorare i termini della politica europea tedesca ed evitare che l'organizzazione si debba occupare di attività delle quali le singole organizzazioni possono farsi carico in modo più proficuo.
Per questo motivo, il movimento, insieme alla rappresentanza dei singoli Stati federati della Germania, contribuisce in modo consultivo alla coordinazione delle relazioni pubbliche europee del governo tedesco, del Parlamento Europeo e della Commissione Europea. Inoltre, il movimento gestisce, in collaborazione con il ministero degli esteri, riunioni e conferenze informative rivolte ad attori dell'Unione Europea, nazionali, regionali, dei Länder e della società civile. Grazie ai molteplici incontri e alle analisi del Libro verde della Commissione Europea che il movimento organizza costantemente in riferimento agli sviluppi europei più significativi, la rete ha potuto intensificare la cooperazione con i propri partner, l'ufficio di rappresentanza della Commissione Europea in Germania e ulteriori ministeri. Per questo motivo il movimento è stato insignito del premio "EurActiv Award for Debating Europe Nationally" nel 2009.

## Organi
Gli organi dell'organizzazione sono i seguenti: L'assemblea dei membri, il comitato esecutivo e il segretario generale. L'assemblea dei membri ha luogo una volta l'anno e vi sono rappresentate le organizzazioni associate. Ogni membro dispone di un voto. Il comitato esecutivo gestisce gli interessi dell'organizzazione e rappresenta i diversi settori delle associazioni: economia, sindacati, istruzione, accademia, partiti, ecc. Dal 2018 Linn Selle, segretario particolare del presidente della centrale dei consumatori (in tedesco Verbraucherzentrale), è stato insignito della carica di presidente. Attuali vicepresidenti sono Michael Gahler, Christian Petry e Manuel Sarrazin.
I membri sono eletti in base ai diversi ambiti:
- Ambito Sindacati/associazioni di professionisti: Gabriele Bischoff, Confederazione dei Sindacati Tedeschi (in tedesco Deutscher Gewerkschaftsbund, DGB); Kirsten Lühmann, membro del Bundestag, Associazione tedesca dei funzionari pubblici (in tedesco Beamtenbund und Tarifunion, dbb);
- Ambito Gioventù: Tobias Köck, Organizzazione giovanile tedesca (in tedesco Deutscher Bundesjugendring, DBJR);
- Ambito Comitati dei Länder: Carola Lakotta-Just, Movimento Europeo di Sassonia-Anhalt (in tedesco Europäische Bewegung Sachsen-Anhalt);
- Ambito Economia/Imprese: Günter Lambertz, Associazione delle Camere di Commercio e dell‘Industria tedesche (in tedesco Deutscher Industrie- und Handelskammertag); Patrick Meinhardt, Federazione della economia della classe media (in tedesco Bundesverband mittelständische Wirtschaft);
- Ambito Scienza/Educazione: Otto Schmuck, Europahaus Bad Marienberg; Ansgar Burghof, instituto Fondazione Gustav Stresemann
- Ambito "Obiettivo integrazione europea": Katrin Böttger, Instituto di Politica Europea (in tedesco Institut für Europäische Politik); Christian Moos, Unione dei Federalisti Europei Germania (in tedesco Europa-Union Deutschland, EUD);

Ambito Partiti: Franziska Brantner, Alleanza '90/I Verdi (in tedesco BÜNDNIS 90/DIE GRÜNEN); Katja Leikert, membro del Bundestag (in tedesco MdB, CDU); Oliver Luksic, membro del Bundestag (in tedesco MdB, FDP); Karl Ilgenfritz, privato cittadino; Tilman Tögel, SPD; Senza ambito: Frank Burgdörfer, Citizens of Europe; Thiemo Fojkar, Associazione internazionale (in tedesco Internationaler Bund); Manuel Gath, Giovani Federalisti Europei (in tedesco Junge Europäische Föderalisten, JEF); Sabine Overkämping, Deutscher Juristinnenbund, Olaf Wienczek, Fondazione Konrad Adenauer (in tedesco Konrad-Adenauer-Stiftung, KAS); Krzysztof Balon, Eurosozial.
Dal 2003 il Segretario Generale è Bernd Hüttemann.
Presidenti onorari sono Rainer Wend; Hans-Dietrich Genscher, ex-ministro degli affari esteri; Philipp Jenninger, ex-presidente del Bundestag; Annemarie Renger, ex-presidente del Bundestag; Walter Scheel, ex-presidente del Bundestag; Dieter Spöri, ex-ministro; Rita Süssmuth, ex-presidente del Bundestag; Wolfgang Thierse, ex-presidente del Bundestag; Monika Wulf-Mathies, ex-membro della Commissione Europea. Il movimento è rappresentato a livello internazionale dal: presidente Jo Leinen e dall'affiliato Bernd Hüttemann. Nel Movimento Europeo Internazionale sono inoltre rappresentati l'Unione dei Federalisti Europei con il presidente Christian Wenning e il Volkswagen AG/Consiglio economico del partito CDU con Christof-Sebastian Klitz.

## Storia
Il Movimento Europeo Germania è stato fondato il 13 giugno 1949 come Consiglio Tedesco del Movimento Europeo nella città di Wiesbaden. Il fondatore e presidente dell'organizzazione Paul Löbe, ex presidente del Reichstag, rimase in carica fino al 1954.

### I primi anni
Sebbene l'idea di Europa sia presente da decenni, è solo dopo la seconda guerra mondiale che l'idea d'integrazione iniziò a concretizzarsi. L'iniziativa trova le sue radici nel dal famoso discorso di Winston Churchill nel settembre 1946 a Zurigo, durante il quale egli caldeggiò vigorosamente una riorganizzazione dell'Europa e una cooperazione di stati indipendenti. Il lavoro attivo fu gestito dal genero Duncan Sandys. In vece di direttore del Movimento Europeo Unito britannico (United Europe Movement) Sandys organizzò nel maggio del 1948 il Congresso dell'Aia del Movimento Europeo. L'obiettivo del congresso era porre le basi per la creazione di Consigli Nazionali del Movimento Europeo che avrebbero dovuto associarsi ad un Consiglio Internazionale. Eugen Kogon, presidente dell‘Unione dei Federalisti Europei dal maggio 1949, appoggiò in modo decisivo la creazione del Consiglio Tedesco del Movimento Europeo e nel gennaio 1949 invitò circa 90 personalità al fine di costituire con Sandys un comitato esecutivo provvisorio.
Il Movimento Europeo Germania è stato fondato il 13 giugno 1949 come Consiglio Tedesco del Movimento Europeo nella città tedesca di Wiesbaden. Durante la riunione costitutiva furono eletti 252 validi membri di partiti così come attori sociali della Germania Ovest. Presidente fondatore fu l'ex-presidente del Reichstag Paul Löbe, che rimase in carica fino al 1954. Come presidente del Comitato Esecutivo del Consiglio fu eletto Eugen Kogon, mentre Hermann Brill fu eletto vicepresidente. Fra i membri vi furono anche Konrad Adenauer, Ludwig Erhard e Theodor Heuss.
Il 9 novembre 1949, in seguito alla prima riunione del Bundestag, venne inaugurata la Sezione Parlamentare Tedesca del Movimento Europeo, le cui redini vennero prese da Carlo Schmid. Precedentemente Carlo Schmid fu eletto vicepresidente del gruppo parlamentare internazionale del Movimento Europeo Internazionale. Secondo presidente della sezione, della quale fino al 1950 divennero membri 244 parlamentari, divenne Heinrich von Brentano di Tremezzo con il segretario Sekretär Fritz Erler. Fin dai primi anni il Movimento Europeo si caratterizzò come un movimento super partes. Il Consiglio Europeo venne finanziato tramite fondi pubblici, tramite i contributi dei Länder e a partire dal 1950 grazie ai finanziamenti della Cancelleria federale.

### Crescita delle attività e riforme
Gradualmente iniziò a delinearsi un ruolo sempre più concreto del Consiglio del Movimento Europeo. Il Consiglio Esecutivo sotto la direzione di Eugen Kogons iniziò a riunirsi regolarmente, formulando pareri in merito a temi europei, in particolar modo nel campo economico, sociale, culturale e del diritto, così come proposte di coordinazione della politica europea del governo tedesco. In seguito alla costituzione del Centro Culturale Europeo a Ginevra e del Collegio d'Europa a Bruges, il Consiglio tedesco acquisì nuove competenze, in quanto divenne responsabile per la selezione dei borsisti per il Collegio. Il Consiglio organizzò nel 1953 una Giornata Europea per le Scuole (che dal 1978 venne rinominato Concorso Europeo) con il fine di avvicinare e familiarizzare gli scolari con il concetto europeo di integrazione. Inoltre il Consiglio si prefisse l'obiettivo di mobilizzare la comunità pubblica mediante l'organizzazione di congressi internazionali, sondaggi di opinione, manifestazioni e la pubblicazione di informazioni per i giornali e i membri.
Sebbene il processo d'integrazione europea venne avanzato dalla Comunità europea del carbone e dell'acciaio (CECA) nel 1951 e nel 1957 dal Trattato che istituisce la Comunità economica europea e dal Trattato Euratom che istituisce la Comunità europea dell'energia atomica (anche chiamati Trattati di Roma) si profilarono cospicue convergenze di opinioni rispetto al futuro dell'Europa (per esempio rispetto alla necessità di una costituzione) sia tra i consigli europei sia all'interno dello stesso consiglio tedesco. 
La mancata trasparenza nella governance di Kogons fece sì che nel 1954 al presidente subentrò Ernst Friedlaender, che riformò la struttura organizzativa del Consiglio Tedesco del Movimento Europeo. A causa della sua malattia fu costretto a lasciare la propria posizione, che a partire dal 1958 venne occupata da Hans Furler.

### Gli anni '60 e '70 alla luce delle elezioni dirette del Parlamento Europeo
Durante gli anni '60 l'Unione dei Federalisti Europei Germania e il Consiglio Tedesco iniziarono ad intrecciare le loro attività in modo sempre più stretto, come dimostra anche l'istituzione di un ufficio stampa condiviso. Al fine di conciliare sempre di più l'azione governativa e l'opinione pubblica, venne rivendicata durante gli anni '60 e '70 l'elezione diretta del Parlamento europeo, così come un rafforzamento delle competenze dello stesso. La seconda metà degli anni '70 è stata particolarmente caratterizzata dalle elezioni dirette del Parlamento europeo nel 1979, soprattutto in vista del tentativo di rendere le relazioni pubbliche il più vicino possibile ai cittadini. L'obiettivo era quello interessare i cittadini alla politica europea e, tramite mezzi pubblicitari e una maggiore informazione rispetto ai gruppi politici europei, accrescere l'affluenza alle urne. Contemporaneamente il numero dei membri crebbe gradualmente e vennero istituite organizzazioni regionali, 14 delle quali sono ancora presenti oggi.

### Gli anni '80 e il superamento dell‘"Eurosclerosi"
Sebbene il numero dei membri incrementasse gradualmente, il Consiglio Tedesco del Movimento Europeo si dovette confrontare con problemi di natura finanziaria. Questo rese necessaria la sospensione del servizio d'informazione. Tuttavia, le strutture ormai collaudate che furono create per le prime elezioni dirette del Parlamento rimasero in vigore anche negli anni a venire al fine di preparare il terreno per successive elezioni.
Gli anni '80 furono caratterizzati dall'”Eurosclerosi”, scatenata dalle controversie circa le sovvenzioni agrarie, in particolar modo rispetto alle risorse proprie dell'Unione Europea, che paralizzarono le attività del Consiglio Tedesco. La crisi venne superata grazie all'adozione dell'Atto unico europeo nel 1987, che venne susseguito dalla revisione del Trattato di Maastricht nel 1993 e del Trattato di Amsterdam nel 1999. Contestualmente il governo federale e il Consiglio Tedesco collaborarono in modo sempre più stretto durante le discussioni di natura politica.

### Le novità dal 1990 ad oggi
Durante gli anni '90 il nome dell'organizzazione fu conformato a quello delle altre sezioni del Movimento Europeo Internazionale (European Movement International), cosicché il Consiglio Europeo d'ora in avanti venne chiamato Movimento Europeo Germania (in tedesco Europäische Bewegung Deutschland – EBD).
Il lavoro politico e mediatico venne rafforzato, soprattutto grazie all'istituzione del Premio Donne d'Europa (in tedesco Preis Frauen Europas)  nel 1991 e ai dibattiti in merito all'Unione economica e monetaria, alla Costituzione europea e all'allargamento dell'Unione europea del 2004-2007, per i quali il movimento funse da forum. Il movimento ebbe inoltre un ruolo rilevante nel plasmare i lavori per la Convenzione europea; questi ultimi furono supportati dal gruppo di studio istituito in cooperazione con l'Unione dei Federalisti Europei e dai documenti di posizione relativi ad un miglioramento delle capacità d'azione e della legittimazione dell'UE che vennero consegnati al presidente della Convenzione Valéry Giscard d'Estaing. A partire dal 2004 vennero approfonditi i lavori tecnici per l'UE tramite l'elaborazione di un concetto sulla comunicazione e la previsione europea. Uno dei progetti di maggiore successo del movimento è quello dei briefing, ovvero de-briefing e briefing che vengono tenuti nelle sedi delle diverse organizzazioni associate, così come in ambasciate a Berlino.
L'ufficio di Berlino è stato istituito alla fine degli anni 1990 e ora funge da quartiere generale del movimento. A partire dal 2006 la sede ufficiale del movimento è situata nella Sophienstraße nel quartiere Mitte di Berlino. Sempre nello stesso anno fu riformato lo statuto del movimento, cosicché ogni membro possieda un voto nella riunione dei soci e sia tenuto a pagare una quota annuale. La gamma delle organizzazioni si differenziò contestualmente sempre di più.
Nel 2010 con 202 membri il movimento stabilì un nuovo record. In soli 7 anni l'organizzazione crebbe di 70 nuovi membri. Al fine di velocizzare l'affiliazione dei nuovi membri, il comitato direttivo può decidere in merito. Durante la riunione dei soci del 2010 i membri decisero unanimemente di dedicarsi in maniera più approfondita alla Good Governance nell'Unione Europea e negli attori europei e tedeschi. Il programma lavorativo per l'anno 2010/2011 ha messo in luce che il posizionamento dei gruppi di interesse e della società civile all'interno del Trattato di Lisbona necessiti una riformazione.
Uno strumento relativamente nuovo del movimento sono i sondaggi tra i membri. Dal 2008 in poi, in occasione delle Presidenze del Consiglio dell'Unione europea, vennero sondati ad intervalli semestrali diversi temi cardine. A partire dal 2012 il movimento pubblica annualmente insieme a Euractiv lo stato degli interessi della comunità in un documento dal titolo "EU-Trends". Nel 2011 venne introdotto il formato "Dialogo con il corrispondente del Parlamento Europeo", al fine di mettere in risalto la crescente importanza del Parlamento Europeo nel processo legislativo. Dall'autunno 2012 è in corso un dialogo con il ministro per l'Europa degli Affari Esteri tedesco Michael Roth.
Il Movimento Europeo Germania contribuisce "in modo sostanziale alla socializzazione nel campo della politica europea e nel campo del professionalismo" attraverso una rete di attori politici e professionali“.

## Presidenti
- Paul Löbe, 1949–1951
- Eugen Kogon, 1951–1953
- Ernst Friedlaender, 1954–1958
- Hans Furler, 1958–1966
- Ernst Majonica, 1966–1976
- Horst Seefeld, 1976–1980
- Walter Scheel, 1980–1985
- Philipp Jenninger, 1985–1990
- Annemarie Renger, 1990–1992
- Hans-Dietrich Genscher, 1992–1994
- Rita Süssmuth, 1994–1998
- Wolfgang Thierse, 1998–2000
- Monika Wulf-Mathies, 2000–2006
- Dieter Spöri, 2006–2012
- Rainer Wend, dal 2012

## Segretari generali
- Walter Hummelsheim, 1949–1952
- Ernst Günter Focke, 1952–1961
- Berthold Finkelstein, 1961–1963
- Karlheinz Koppe, 1963–1970
- Gerhard Eickhorn, 1970–1991
- Horst Brauner, 1991–1994
- Hartmut Marhold, 1994–2002
- Axel Schäfer, 2002–2003
- Bernd Hüttemann, dal 2003